# 拉克斯塔戰役
|  |

拉克斯塔戰役（挪威語：Slaget ved Rakkestad），是1814年瑞典-挪威戰爭中的戰役，交戰地點位於挪威拉克斯塔。瑞典軍隊由艾伯哈德·馮·維格薩克指揮，兵力約為2,000至3,000人，面對由弗雷德里克·威廉·斯塔貝爾領導、規模稍小的挪威軍隊。瑞典軍採取側翼包抄的策略，突破挪威軍的防線，並以有序的刺刀攻擊擊退對方的抵抗，造成後者損失慘重。拉克斯塔戰役重創挪威軍隊和國王克里斯蒂安八世的士氣，促使雙方於戰役結束後8天簽署《莫斯公約》，迅速結束戰爭。

## 背景
瑞典軍隊於1814年8月4日攻佔挪威城鎮哈爾登和其要塞腓特烈堡壘後，瑞典王儲卡爾·約翰收到消息，挪威在國王克里斯蒂安八世的率領下集結5,000至6,000名士兵，自基阿連向馮·維格薩克進軍，意圖打破瑞典軍對哈爾登的封鎖。卡爾·約翰隨即命令馮·維格薩克集結部隊，準備於拉克斯塔反擊挪威主力軍。然克里斯蒂安八世在得知瑞典攻佔腓特烈堡壘後，認為挪威南部受到嚴重威脅而取消進攻，並退回格羅馬河附近，確保撤退路線和避免被瑞典軍包圍。之後克里斯蒂安八世於斯彼得貝格建立指揮部，由弗雷德里克·威廉·斯塔貝爾指揮約1,700至2,000名挪威士兵（另有部分文獻稱3,000甚至4,000名不等）和4門火炮（包括後來抵達的P. H. Butenschøn部隊），前往拉克斯塔摧毀該鎮橋樑，並於河流後方設下防線。

## 過程
馮·維格薩克於8月6日紮營後，率領2,000至3,000名士兵和4門火炮向挪威方進軍。馮·維格薩克經過偵查後，決定向挪威軍右翼強行渡河，並在2門六磅炮的掩護下迅速搭建橋樑，挪威軍則以2門一磅炮還擊；與此同時，部分瑞典獵兵（主要來自韋姆蘭獵兵團）在河對岸與挪威軍的中路部隊交火。韋姆蘭獵兵團（Värmland Jäger Regiment）和斯卡拉堡步兵團在橋梁建成後，各派出一營兵力，由馮·維格薩克指揮迅速渡河，對挪威軍右翼部隊全面發動刺刀衝鋒攻擊，擊潰挪威軍的防線，壓制後者向後方退守。此舉緩解了中路的壓力，韋姆蘭獵兵團第二營和卡爾馬軍團得以藉由另一座臨時橋梁渡河，加入戰鬥，最終迫使挪威軍放棄陣地，敗逃後方。P. H. Butenschøn率領挪威援軍趕到後，利用森林的掩護，暫時阻擋瑞典軍的猛攻，然瑞典獵兵隨後很快發動反擊，將其擊退。拉克斯塔一戰以瑞典軍的勝利告終，同時更多的部隊渡河追擊潰逃的挪威軍。

## 影響
拉克斯塔戰役中，瑞典軍僅有11至15名士兵陣亡，36至45人受傷；挪威軍包括一名上尉在內則有100至150名士兵陣亡和受傷，另有40人被俘虜。馮·維格薩克在取得勝利後向弗洛特斯塔（Flåtestad）進軍，在該鎮與布羅爾·塞德斯特倫的部隊會合，繼續向特倫博格推進，並於該村擊退另一支挪威軍隊。瑞典軍攻打至阿希姆後，在該鎮村莊朗內斯的戰壕與挪威軍爆發戰鬥。8月11日，馮·維格薩克領軍進攻特勒格斯塔，並俘虜約200名挪威士兵（其餘越過格羅馬河撤退），瑞典至此佔領格羅馬河以東、奧耶倫湖以南的地區。8月14日凱爾貝格橋戰役結束後，雙方簽署對瑞典片面有利的《莫斯公約》，1814年瑞典-挪威戰爭正式告終。

## 註腳
1. 1 2  Bensow 2012，第232–234頁.
2. 1 2  Prytz 1867，第250頁.
3. 1 2 3  Dagligt Allehanda 1814，第1頁.
4. 1 2  Bonde 1896，第92頁.
5. 1 2  Angell 1914，第288頁.
6. 1 2 3 4  Götlin 1820，第78頁.
7. 1 2 3 4  Gravallius 1815，第83頁.
8. 1 2 3 4 5  Angell 1914，第289頁.
9. 1 2  Vegesack 1850，第155頁.
10. ↑  Götlin 1820，第75頁.
11. 1 2 3 4  Götlin 1820，第76頁.
12. 1 2 3  Götlin 1820，第77頁.
13. ↑  Angell 1914，第317頁.
14. ↑  Gravallius 1815，第95-103頁.

## 延伸閱讀
- Björlin, Gustaf.  [The War in Norway 1814 - after contemporary testimony produced]. Stockholm: P. A. Norstedt & Söners Förlag. 1893: 203–205 （瑞典语）.